# Basílica de Santa Ana de Beaupré

Interior da Basílica de Santa Ana de Beaupré

A Basílica de Santa Ana de Beaupré (em francês: Sainte-Anne-de-Beaupré) é uma basílica junto ao Rio São Lourenço no Quebec, 30 km a leste de Quebec City. Está creditada pela Igreja Católica com muitos milagres de curas de doenças. É um importante santuário do Catolicismo com cerca de meio milhão de peregrinos por ano a visitá-la. O período de maior número de visitas é no dia 26 de Julho, festa de Santa Ana, santa padroeira do Quebec.
A basílica fica em Sainte-Anne-de-Beaupré e foi inicialmente um templo para homenagear Santa Ana. Foi construída por duas razões: possibilitar um espaço para o culto aos novos habitantes da área  e albergar uma estátua de Santa Ana.

## Dimensões da igreja

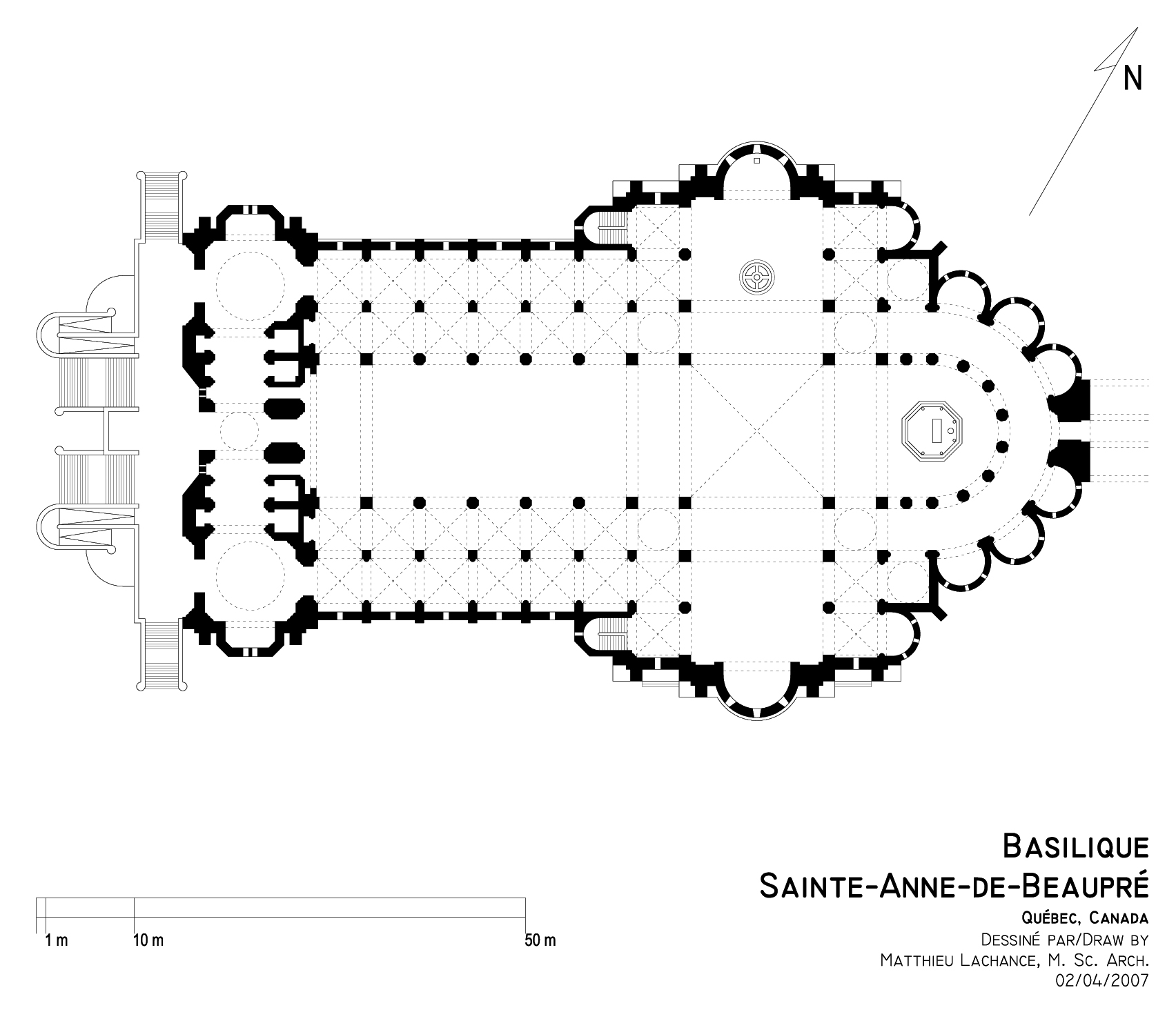
Plano da basílica

- Comprimento: 105 m
- Fachada: 48 m
- Transepto: 61 m
- Altura da agulha: 91 m